# António Quadros
António Gabriel de Quadros Ferro, conhecido como António Quadros (Anjos, Lisboa, 14 de julho de 1923 – Lisboa, 21 de março de 1993), foi um filósofo, historiador, escritor, fundador e director do IADE, professor universitário e tradutor português.

## Biografia
Nasceu na freguesia dos Anjos, em Lisboa. Era filho de António Ferro e de Fernanda de Castro.
António Quadros licenciou-se em Ciências Histórico-Filosóficas pela Faculdade de Letras da Universidade de Lisboa.
Pensador, crítico e professor, também poeta e ficcionista, foi um dos fundadores da extinta Sociedade Portuguesa de Escritores. Fundou a actual Associação Portuguesa de Escritores e o IADE - Instituto de Arte, Decoração e Design. Foi director das Bibliotecas Itinerantes da Fundação Calouste Gulbenkian, dirigiu a colecção Biblioteca Breve, (ICALP) e foi um dos fundadores e directores das revistas de cultura Acto, 57 (1957-1962), e da Espiral. Pertenceu ao Grupo da Filosofia Portuguesa com Álvaro Ribeiro, José Marinho, Orlando Vitorino, Afonso Botelho, Francisco da Cunha Leão, Pinharanda Gomes, António Telmo, Dalila Pereira da Costa, António Braz Teixeira, e outros pensadores que se inspiraram em Leonardo Coimbra, Sampaio Bruno, Delfim Santos, Teixeira de Pascoaes, entre outros filósofos e autores. Fundando, com alguns dos primeiros, em Julho de 1992, o Instituto de Filosofia Luso-Brasileira.
António Quadros foi ainda membro-correspondente da Academia das Ciências de Lisboa e da Academia Brasileira de Filosofia, membro da INSEA (International Society for Education through Art), órgão consultivo da UNESCO, de que foi delegado em Portugal até 1981, membro da Alta Autoridade para a Comunicação Social, etc.
Recebeu diversos prémios pela sua actividade literária e colaborou em diversos jornais, como o Diário de Notícias, Diário Popular, Jornal de Letras, bem como nas revistas Ler, Rumo, Persona, Colóquio, Contravento, Litoral, Atlântico, Ensaio, Leonardo.
Traduziu Albert Camus, André Maurois, Jean Cocteau e Georges Duhamel.
Em sua homenagem foi dado o seu nome a diversas Ruas António Quadros, como em São Domingos de Benfica, em Cascais.

### Casamento e descendência
A 8 de dezembro de 1947, casou na igreja paroquial de Nossa Senhora das Mercês, em Lisboa, com Paulina Maria de Roure Roquette (Mercês, Lisboa, 27 de dezembro de 1923 – 6 de agosto de 2010), doméstica, filha dos Viscondes de Fonte Boa, Luís José de Seabra Ferreira Roquette e de Maria van Zeller de Roure Roquette, ambos naturais de Lisboa (ele da freguesia da Lapa e ela da freguesia da Encarnação). Foi padrinho de casamento o engenheiro Manuel de Melo Machado Campelo.
Tiveram 5 filhos, dois dos quais morreram na infância:
- António Duarte Roquette de Quadros Ferro (1952/), director do IADE, hoje reformado. Casou três vezes. De sua primeira mulher Maria do Sacramento Sousa Coutinho Salvação Barreto, teve 3 filhos:
  - Maria Rita Salvação Barreto de Quadros Ferro (1976/), editora e autora literária. De seu marido Bernardo Seabra de Sousa e Alvim, teve 3 filhos: Maria Ferro de Sousa e Alvim (2009/), Duarte Ferro de Sousa e Alvim (2010) e Madalena Ferro de Sousa e Alvim (2016/).
  - Maria Ana Salvação Barreto de Quadros Ferro (1979/), autora literária. De seu marido António Maria Júdice Mendes Moreira, teve 3 filhos: Maria Leonor Barreto Ferro Júdice Moreira (2011/), José Maria Barreto Ferro Júdice Moreira (/), Luísa Barreto Ferro Júdice Moreira
  - António Maria Salvação Barreto de Quadros Ferro (1983/). Sem descendência.

- Ana Mafalda Roquette de Quadros Ferro (1953/), fundadora e presidente da Fundação António Quadros. Casou duas vezes. De seu primeiro marido Francisco José Paradela de Abreu Gautier, teve 2 filhos e de seu segundo marido José João Santos Moreira Ulrich, tem 1 filho:
  - Margarida Roquette Ferro de Abreu Gautier (1974/2014), fotógrafa. De Nuno Manuel Madeira Gonçalves teve um filho, Gonçalo Ferro Gautier Gonçalves (1995/).
  - Francisco Roquette Ferro de Abreu Gautier (1976/), marketeer. De sua mulher Mónica Krippahl Pereira Santana Lopes, teve três filhos: Ana Mafalda de Santana Lopes Ferro Gautier (2007/), Maria Teresa de Santana Lopes Ferro Gautier (2008/), Francisco de Santana Lopes Ferro Gautier (2018/).
  - João Roquette Ferro Ulrich (1987/). Sem descendência.

- Rita Maria Roquette de Quadros Ferro (1955/), escritora. Casou três vezes. De seu primeiro marido Alberto Manuel de Abreu Gautier, teve 1 filha. De seu segundo marido Miguel Augusto Pinto de Magalhães Martinha, teve 1 filho:
  - Marta de Quadros Ferro Gautier (1976/), psicóloga, humorista, autora literária. De seu marido Pedro Mellert Mendes, teve 3 filhos: Pedro Ferro Gautier Mellert Mendes (2004/), Vasco Ferro Gautier Mellert Mendes (2007/), Miguel Ferro Gautier Mellert Mendes (2013/).
  - Salvador Maria Ferro Pinto de Magalhães Martinha (1983/), humorista. De Teresa França Alves teve dois filhos: Maria Antónia França Alves Ferro Martinha (2015/), Joaquim Xavier França Alves Ferro Martinha (2019/).

### Ensaio
- 1947 - Modernos de Ontem e de Hoje
- 1954 - Introdução a Uma Estética Existencial
- 1956 - Angústia do Nosso Tempo e a Crise da Universidade
- 1959 - A Existência Literária
- 1963 - O Movimento do Homem
- 1964 - Crítica e Verdade
- 1967 - O Espírito da Cultura Portuguesa
- 1971 - Ficção e Espírito
- 1976 - Portugal entre Ontem e Amanhã
- 1978 - A Arte de Continuar Português
- 1981 - Fernando Pessoa. Vida,Personalidade e Génio
- 1982 - Introdução à Filosofia da História
- 1982 - Poesia e Filosofia do Mito Sebastianista
- 1982 - Fernando Pessoa. A Obra e o Homem . Iniciação Global à Obra.
- 1986 - Portugal Razão e Mistério I
- 1987 - Portugal Razão e Mistério II
- 1989 - A Ideia de Portugal na Literatura Portuguesa dos Últimos Cem Anos
- 1989 - O Primeiro Modernismo Português - Vanguarda e Tradição
- 1992 - Estruturas simbólicas do Imaginário na Literatura Portuguesa

### Poesia
- 1949 - Além da noite
- 1952 - Viagem desconhecida
- 1966 - Imitação do Homem

### Ficção
- 1966 - Anjo Branco, Anjo Negro
- 1965 - Histórias do Tempo de Deus
- 1973 - O Pedro e o Mágico
- 1990 - Uma Frescura de Asas

### Traduções
- 1945 - Tradução (e prefácio) de Diário de Salavine de Gorges Duhamel
- 1954 - Tradução de Tradição de André Maurois
- 1955 - Tradução de Tomás, o Impostor de Jean Cocteau
- 1960 - Tradução (e prefácio) de Os Justos de Albert Camus
- 1964 - Tradução (e prefácio) de O Estrangeiro de Albert Camus
- 1965 - Tradução (e prefácio) de Cadernos II de Albert Camus

### Organização de obras poéticas e em prosa
- 1985 - Obra Poética e em Prosa de Mário de Sá-Carneiro (3 vols.)
- 1986 - Obra Poética e em Prosa de Fernando Pessoa / Obra Poética (7 vols., 1986) / Obra em prosa (10 vols., 1987)
- 1986 - Obras de Fernando Pessoa - Poesias I e II
- 1988 - Obra Poética e em Prosa de Camilo Pessanha (2 vols.)
- 1990 - Mensagem e Poemas Afins de Fernando Pessoa
- 1992 - Cartas Escolhidas de Mário de Sá-Carneiro

### Cinema
- 1972 - Mónica ou um diário Algarvio, documentário sobre a região do Algarve, de José Fonseca e Costa com ideia e argumento de António Quadros.

## Prémios
- Prémio Ricardo Malheiros da Academia das Ciências de Lisboa, 1965 (Histórias do tempo de Deus)
- Prémio Literário da Casa da Imprensa, 1965 (Histórias do tempo de Deus)
- Prémio de Literatura Infantil e Juvenil da Secretaria de Estado da Informação e Turismo, 1973 (Pedro e o Mágico)
- Prémio Literário Município de Lisboa (Prémio de Ensaio Literário ou Biográfico), 1983 (Poesia e Filosofia do Mito Sebastianista)
- Prémio Literário Município de Lisboa (Prémio de Ensaio Literário ou Biográfico), 1984 (Fernando Pessoa - Vida, Personalidade e Génio)

## Fundação António Quadros
A Fundação António Quadros - Cultura e Pensamento foi criada no dia 8 de Janeiro de 2009 por iniciativa de Mafalda Ferro, filha de António Quadros. Trata-se de uma instituição sem fins lucrativos de apoio à investigação e divulgação da vida e obra de António Quadros e também dos seus pais Fernanda de Castro e António Ferro.
A Fundação António Quadros reúne um acervo documental e bibliográfico de enorme importância, incluindo, para além de uma valiosa biblioteca, os documentos dos espólios dos três escritores supracitados, nomeadamente os manuscritos das suas obras, alguns deles inéditos, bem como correspondência, fotografias, catálogos de exposições, monografias, recortes de imprensa, etc. Para além disto, o espólio compreende ainda diversas obras de arte originais, livros, cartas e manuscritos de outros autores, o que constitui uma fonte de enorme interesse cultural e cientifico.
A Fundação António Quadros recebeu dia 10 de Março de 2011, por deliberação da Presidência do Conselho de Ministros, o estatuto de Utilidade Pública.

## Prémio António Quadros
O Prémio António Quadros foi criado com o objectivo de celebrar a vida e a obra de António Quadros, assim como de distinguir, encorajar e divulgar o pensamento português nas suas múltiplas expressões e géneros, tarefa a que o pensador dedicou grande parte da sua actividade intelectual.
Em 2011, a área seleccionada foi a Filosofia, Natureza, Razão e Mistério, Para uma leitura comparada de Sampaio (Bruno), de Afonso Rocha, foi a obra vencedora.
Em 2012, o vencedor foi Luís Filipe Castro Mendes, pela obra Lendas da Índia.

## Citações
- O tempo de Deus é o tempo da atenção. O tempo de Deus é hoje.
- Interrogar é já crer, a descrença humana não existe.
- Chamamos-lhes alunos. Deveríamos antes chamar-lhes discípulos, se fossemos capazes de ser mestres.
- Oferecer aos homens da terra uma antevisão do céu conseguida por meios humanos…
- Toda a beleza é aviso.
- Sou a perdida unidade que a inteligência sozinha não pressente…
- De imagem em imagem navegador do visível e do invisível, o homem perde ou acha a miragem…
- Quero ser um princípio e não um fim. que, depois de mim, as tempestades sejam outras e as lágrimas mais leves!